# Денищич Марія Станіславівна
Марія Станіславівна Денищич (нар. 12 грудня 2000, село Деражне, Костопільський район, Рівненська область) — українська футболістка та футзалістка, воротар жіночої команди харківського  «Житлобуду-1».

## Життєпис

### Кар'єра футболістки
Народилася 12 грудня 2000 року. Професіональну кар'єру розпочала 2016 року в складі команди «Родина-Ліцей». Виступала за ЖФК «Ятрань-Берестівець». Зіграла 45 матчів у Вищій лізі чемпіонату України. Після розформування команди 2020 року перебралася в португальський клуб «А-душ-Франкуш». 
20 червня 2021 року Денищич підписала контракт з новоствореним жіночим «Шахтарем», разом із захисницею Валерією Ольхівською, ставши першим гравцем в історії клубу.
13 січня 2024 року про те шо уклав контракт за гравчинею оголосив ЖФК «Житлобуд-1» .
Марія Денищич має досвід виступів за дівочу збірну України (U-17) та жіночу молодіжну збірну України.

### Кар'єра футзаліста
Паралельно з кар'єрою футболістки розпочала ще й футзальну кар'єру. Кар'єру розпочала 2016 року в складі «Горохівчанки» (Горохів), а в другій половині сезону 2016/17 років виступала вже за «Ковельчанку». З 2017 року й до переїзду в Португалію виступала за луцький «Легіон».